# بیمارستان بی.جی. ورستر
بیمارستان بی.جی. ورستر (به انگلیسی: B.J. Vorster Hospital) بیمارستانی عمومی در شهر کیپ شرقی کشور آفریقای جنوبی است و دارای ۲۵ تخت است.